# Gray’s Anatomy

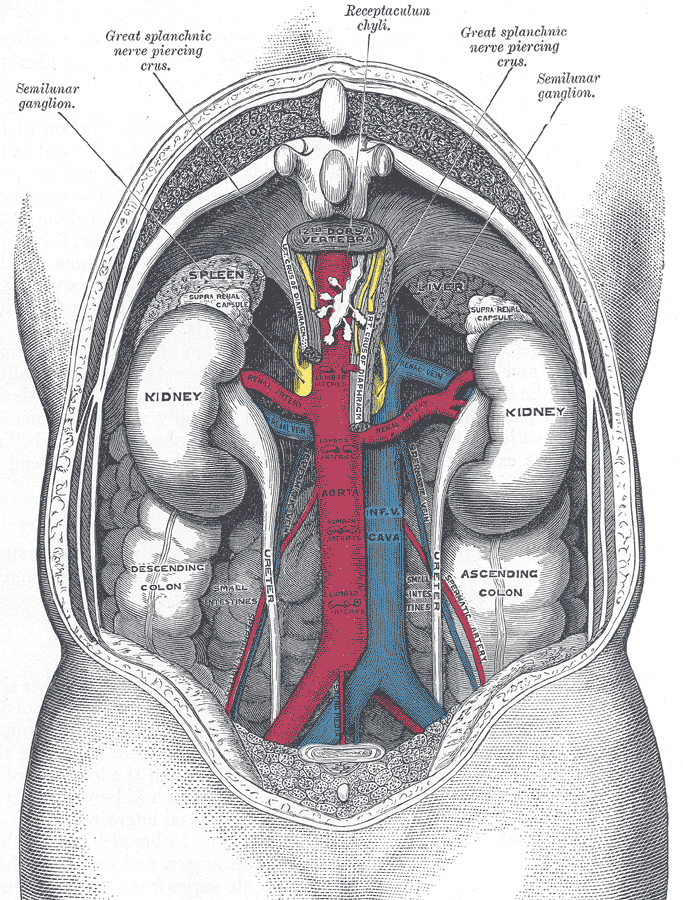
En illustration ur 1918 års upplaga av boken.

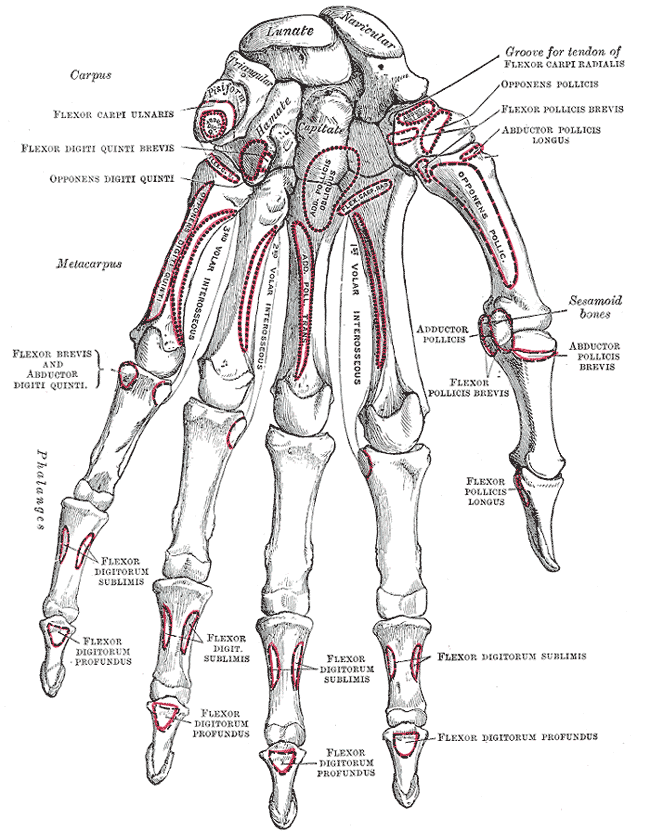
Illustration ur 1918 års upplaga.

Henry Gray’s Anatomy of the Human Body, allmänt känd som Gray’s Anatomy, är en välrenommerad handbok i människokroppens anatomi av Henry Gray, först publicerad i Storbritannien med titeln Gray’s Anatomy: Descriptive and Surgical 1858 och året därpå i USA.
Då Gray studerade de anatomiska effekter av infektionssjukdomar ådrog han sig smittkoppor från sin döende brorson. Han dog strax efter att den andra utgåvan getts ut 1860, endast 34 år gammal. Arbetet med boken har fortsatts av andra och 26 september 2008 publicerades den 40:e brittiska utgåvan av boken tillsammans med en hemsida.

## Ursprung

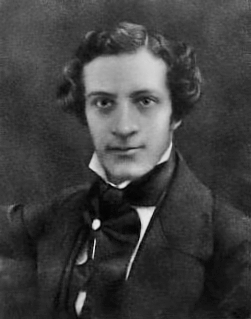
Henry Gray

Den brittiske anatomen Henry Gray föddes 1827. Han studerade utvecklingen av endokrina körtlar och mjälten och blev 1853 utnämnd till lektor i anatomi på St George's Hospital Medical School i London. 1855 berättade han för kollegan Henry Vandyke Carter om sin idé att producera en billig och lättförståelig anatomitextbok för läkarstuderande. Med stöd av Anatomy Act från 1832, en lag om användande av kadaver till forskning och utbildning, dissekerade de outkrävda kroppar. Under 18 månader arbetade de två med att bilda basen i boken. Gray dog bara tre år efter publicering av Anatomy Descriptive and Surgical.
1878 utgavs boken i USA, med ny utgåvenumrering (fastän den brittiska versionen hade funnits i USA sedan 1858). Den "första" amerikanska utgåvan liknar den åttonde brittiska utgåvan. Detta ledde till att det i många år fanns olika "grenar" av Gray's Anatomy: den amerikanska och den brittiska. Detta kan leda till missförstånd och förvirring, speciellt vid källreferering eller om man vill köpa en speciell utgåva.

## Senaste utgåvor

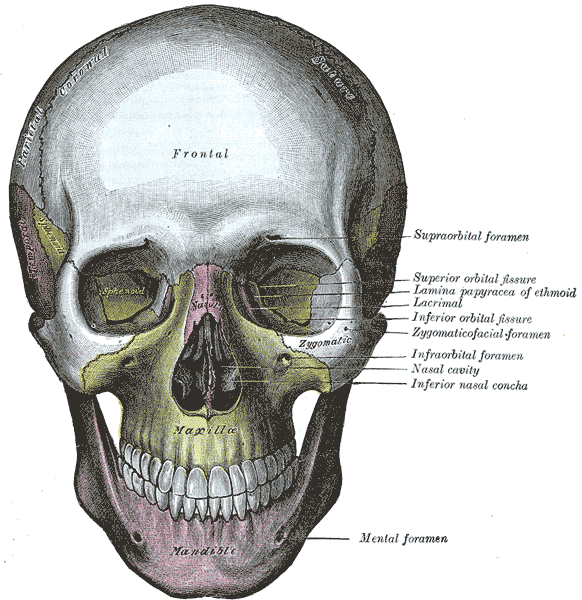
Illustration från 1918 års utgåva.

Den 39:e utgåvan av Gray's Anatomy publicerades 24 november 2004 i Storbritannien och USA och på CD-ROM. Publicisten är Churchill Livingstone i Storbritannien och C.V. Mosby en imprint i USA ägt av Elsevier. De två böckerna är nästan identiska, med småändringar till följd av de olika ländernas terminologier (till exempel Adrenalin vs Epinefrin). Den 41:a utgåvan publicerades den 25 september 2015.